# Vereniging van Oefentherapeuten Cesar en Mensendieck
Vereniging van Oefentherapeuten Cesar en Mensendieck (VvOCM) is sinds 1 juli 2004 de beroepsorganisatie van oefentherapeuten in Nederland. De oprichting van VvOCM is het resultaat van een fusie tussen de Vereniging Bewegingsleer Cesar en de Nederlandse Vereniging van Oefentherapeuten Mensendieck.
VvOCM behartigt de belangen van de aangesloten therapeuten en optimaliseert en borgt de kwaliteit van de beroepsuitoefening. Daarnaast wordt er gewerkt aan de naamsbekendheid en de marktpositie van de oefentherapie.
De vereniging telt ongeveer 2000 leden, gelijkelijk verdeeld over oefentherapie Cesar en Mensendieck. 
Er zijn in totaal ongeveer 1000 praktijkadressen die in 23 regio’s zijn ingedeeld.